# Dongning (Mudanjiang)
Dongning (chinesisch 东宁市, Pinyin Dōngníng Shì) ist eine kreisfreie Stadt im Verwaltungsgebiet der bezirksfreien Stadt Mudanjiang im Südosten der Provinz Heilongjiang in der Volksrepublik China. Die Stadt ging 2015 aus dem gleichnamigen Kreis Dongning hervor. Sie hat eine Fläche von 7.115 km² und zählt 195.489 Einwohner (Stand: Zensus 2020). Hauptort ist die Großgemeinde Dongning (东宁镇) nur wenige Kilometer von der russischen Grenze. Der Fluss Suifen He (绥芬河) fließt durch Dongning.
Die Wupaishan-Stätte (Wupai shan chengzhi 五排山城址) der Stadt aus der Zeit der Streitenden Reiche bis Han-Dynastie sowie das Dongning-Fort der japanischen Invasionstruppen (Qin Hua Rijun dongbei yaosai 侵华日军东北要塞) stehen seit 2006 auf der Liste der Denkmäler der Volksrepublik China.